# FK Rīga
Futbola klubs Rīga – były łotewski klub piłkarski z siedzibą w Rydze, grający w 1. lidze łotewskiej (Virslīga). 

## Historia
Klub został założony w 1999 jako FK Ryga. Zdobył Puchar Łotwy w roku 1999 po wygranej nad Skonto Ryga po rzutach karnych 6:5 (w regulaminowym czasie był remis 1:1). W klubie tym grał m.in. Rusłan Zejnałow.

## Sukcesy
- 3. miejsce w Mistrzostwach Łotwy (1 x):

2007
- zdobywca Pucharu Łotwy (1 x):

1999

## Europejskie puchary
Legenda do wszystkich tabel:
- Q – runda eliminacyjna, 1/16, 1/8, 1/4, 1/2 – odpowiednia faza rozgrywek, Grupa – runda grupowa, 1r gr – pierwsza runda grupowa, 2r gr – druga runda grupowa, F – finał, R – runda, PO – play-off
- k. – rzuty karne, los. – losowanie, Dogr. – dogrywka, w. – zasada bramek strzelonych na wyjeździe

| Sezon     | Rozgrywki        | Runda | Klub            | Dom | Wyjazd | Ogólnie |
| --------- | ---------------- | ----- | --------------- | --- | ------ | ------- |
| 1999/2000 | Puchar UEFA      | Q     | Helsingborgs IF | 0–0 | 0–5    | 0–5     |
| 2008      | Puchar Intertoto | 1R    | Fylkir          | 1–2 | 2–0    | 3–2     |
| 2008      | Puchar Intertoto | 2R    | Bohemian        | 1–0 | 1–2    | 2–2, w. |
| 2008      | Puchar Intertoto | 3R    | Elfsborg        | 0–0 | 0–1    | 0–1     |